# Stolnica v Carpiju
Bazilika stolnica Marijinega vnebovzetja je stolnica v Carpiju v pokrajini Modena v deželi Emilija - Romanja in škofiji istega imena. Leta 1979 ji je bil ob 20-letnici ustanovitve škofije dodeljen status manjše bazilike.
Stolnica gleda na Trg mučenikov (piazza dei Martiri), ki je eden najlepših in največjih italijanskih trgov.

## Zgodovina in opis
Cerkev so začeli graditi leta 1514 in je bila končana v poznem 18. stoletju: leta 1791 jo je posvetil prvi škof, monsinjor Francesco Benincasa.
Fasada je bila končana v drugi polovici 17. stoletja z baročnimi linijami, medtem ko je bila visoka kupola zgrajena leta 1768, leta 1771 pa znižana zaradi statičnih razlogov.
Triladijska notranjost spoštuje renesanso zaradi Baldassarreja Peruzzija in izhaja iz bazilike svetega Petra v Vatikanu. Dragocene umetnine in pohištvo, ki bogatijo kapele in oltarje s primernimi slikami 17. stoletja, so med drugim izdelali: Teodoro Ghisi, Matteo Loves, Luca Ferrari, Giacomo Cavedoni, Sante Peranda. V zadnjem času je bil prezbiterij obnovljen z novim liturgičnim pohištvom. V desni stranski ladji so v višini prečne kapele (svetega Valerijana) marmorni nagrobniki škofov.
V tej stolnici so bili v škofe posvečeni Gaetano Maria Cattani (1850), Alessandro Maggiolini (1983) in Douglas Regattieri (2010).
Stavba je bila poškodovana ob potresu v Emiliji leta 2012 in je bila ponovno odprta v soboto, 25. marca 2017, s slovesno mašo kardinala Pietra Parolina in mnogih drugih kardinalov, škofov in duhovnikov. Ob koncu praznovanja je bil kip Marije Vnebovzete kronan, v spomin na dogodek pa je bila odkrita plošča. Naslednjo nedeljo, 2. aprila, je papež Frančišek vodil mašo v cerkvi in pozdravil 15.000 vernikov na dolgem trgu .
Leta 2017 je bila v cerkvi postavljena glavna relikvija blaženega Odoarda Focherinija.